# 천전초등학교 (경남)
천전초등학교는 대한민국 경상남도 진주시에 있는 공립 초등학교이다.

## 학교 연혁
- 2018.03.01 19(특수2)학급 편성
- 2018.03.01 제26대 박남수 교장 부임
- 2018.02.13 제72회 졸업식(총 졸업생 수 25,376명)
- 1980.01.17 강당 신축
- 1996.03.01 천전초등학교로 학교 이름 변경
- 1946.09.15 천전공립국민학교 개교

## 참고 자료
- 천전초등학교 - 한국교육학술정보원 학교알리미